# Brooklyn Lee
Pour les articles homonymes, voir Lee.
Brooklyn Lee, née le 1er juin 1989 dans l'Ohio, aux États-Unis, est une actrice pornographique américaine.

## Biographie
Elle débute dans le X en 2010 et se tourne rapidement vers les tournages en Europe car son style correspond mieux à ce marché selon elle. En janvier 2012, elle remporte 5 AVN Awards, dont celui de la meilleure nouvelle starlette.
Elle annonce son retrait de la pornographie début mai 2013.
Elle apparait dans la vidéo Raise Your Glass de la chanteuse Pink en 2010 avec trois autres actrices X de l'agence LA Direct Models.

## Récompenses
- 2012 : AVN Awards[5]
  - Meilleure Nouvelle Starlette
  - Best All-Girl Group Sex Scene pour Cherry 2
  - Most Outrageous Sex Scene pour American Cocksucking Sluts
  - Meilleure scène de sexe dans une production étrangère pour Mission AssPossible
- 2012 : XRCO Award Orgasmic Oralist[6]
- 2013 : XBIZ Award – Female Performer of the Year[7]
- 2013 : XRCO Awards[8]
  - Superslut
  - Orgasmic Oralist
- 2013 : AVN Award Meilleure scène de sexe entre femmes de groupe (Best All-Girl Group Sex Scene) pour Brooklyn Lee: Nymphomaniac (avec Ruth Medina et Samantha Bentley)[9]

## Filmographie sélective
- 2010 : Official Big Brother Parody
- 2010 : Mother-Daughter Exchange Club 16
- 2010 : Lesbian Psycho Dramas 5
- 2010 : Cougars Crave Young Kittens 5
- 2010 : California Anal Girls
- 2011 : It's a Girl Thing
- 2011 : Girlfriend's Revenge
- 2011 : Mission AssPossible[1]
- 2011 : Cherry
- 2012 : We Live Together.com 21
- 2012 : Sexual Messiah
- 2012 : Voracious[1]
- 2013 : Sorority Girls
- 2013 : Sheena School
- 2014 : We Live Together.com 31
- 2014 : Lesbian Slut Fest
- 2015 : Buttman Focused 10
- 2015 : Mr. Anal 16
- 2016 : Anal Training 2
- 2016 : Daddy Shows Me What to Do 3
- 2017 : Hot Cherry Pies 11
- 2017 : Passionate For Pussy